# 국기 (스포츠)

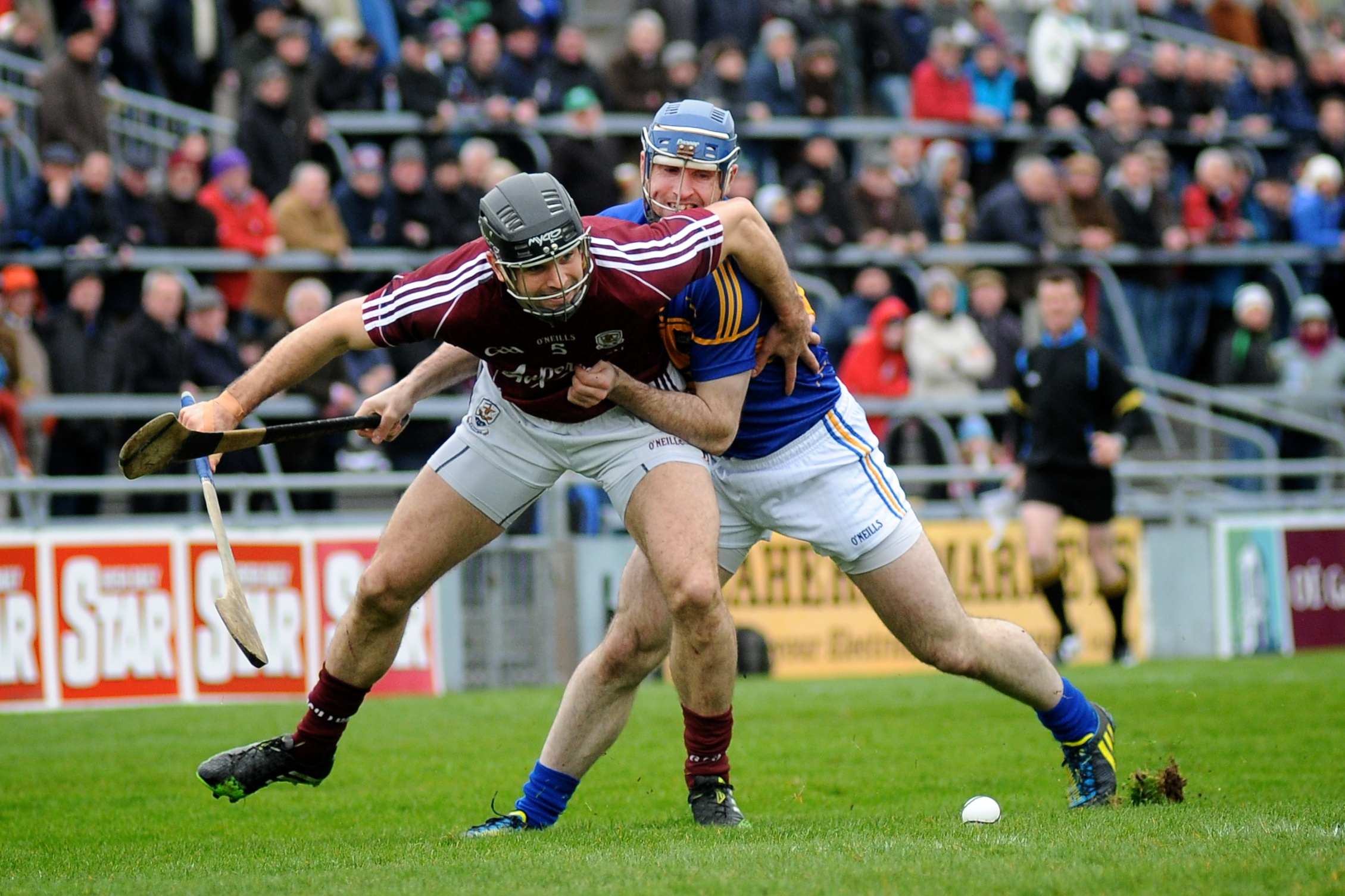

국기(國技)는 한 나라에서 전통적으로 내려오거나, 고유한 문화 영역을 가지고 있어 그 나라를 대표하는 스포츠나 운동 등을 말한다. 나라에서 직접 정하는 경우도 있지만 사람들의 인식에 의존하는 부분이 많은지라, 딱히 국가에서 지정한 것만이 아니라 사람들이 생각하기에 타당하다고 판단되면 국기로 취급되는 경우도 많다. 또한 단순히 인기가 많은 걸 넘어 해당 국가의 스포츠 문화에 있어 중요한 위치를 차지하거나, 국가적인 지원이 있는 스포츠일 경우에도 국기로 지정된다. 캐나다의 라크로스와 아이스하키처럼 법으로 국기를 정한 경우도 있으며, 미국의 야구처럼 법으로 정한 건 아니나 사실상 국기로 보는 경우도 있다.

## 법률상의 국기
| 나라         | 운동                                            | 제정년도 |
| ------------ | ----------------------------------------------- | -------- |
| 네팔         | 배구                                            | 2017년   |
| 대한민국     | 태권도                                          | 2018년   |
| 멕시코       | 차레리아                                        | 1933년   |
| 바하마       | 슬루프                                          | 1993년   |
| 방글라데시   | 카바디("국가 놀이")                             | 1972년   |
| 브라질       | 카포에이라                                      | 1972년   |
| 스리랑카     | 배구                                            | 1991년   |
| 아르헨티나   | 파토                                            | 1953년   |
| 우루과이     | 데스트레자스 크리올라스 (크리올식(가우초) 승마) | 2006년   |
| 이란         | 레슬링 바르제시에 바스타니                      | 1976년   |
| 칠레         | 칠레 로데오                                     | 1962년   |
| 캐나다       | 라크로스(여름) 아이스하키(겨울)                 | 1994년   |
| 콜롬비아     | 테조                                            | 2000년   |
| 푸에르토리코 | 파소 피노("토착 운동")                          | 1966년   |
| 필리핀       | 에스크리마                                      | 2009년   |

## 사실상의 국기
| 나라                 | 운동                                   |
| -------------------- | -------------------------------------- |
| 아프가니스탄         | 부즈카시                               |
| 앵귈라               | 세일링                                 |
| 앤티가 바부다        | 크리켓                                 |
| 호주                 | 크리켓(여름) 오스트레일리안 풋볼(겨울) |
| 오스트리아           | 알파인 스키                            |
| 바베이도스           | 크리켓                                 |
| 버뮤다               | 크리켓                                 |
| 부탄                 | 양궁                                   |
| 캄보디아             | 보카토                                 |
| 중국                 | 탁구                                   |
| 쿠바                 | 야구                                   |
| 체코                 | 아이스하키                             |
| 도미니카 공화국      | 야구                                   |
| 잉글랜드             | 축구, 럭비 유니언, 크리켓              |
| 에스토니아           | 농구                                   |
| 핀란드               | 페사팔로                               |
| 조지아               | 럭비 유니언                            |
| 가나                 | 축구                                   |
| 그레나다             | 크리켓                                 |
| 가이아나             | 크리켓                                 |
| 아이티               | 축구                                   |
| 헝가리               | 축구, 수구                             |
| 인도                 | 카바디, 크리켓, 필드 하키              |
| 이스라엘             | 축구                                   |
| 아일랜드             | 게일식 게임                            |
| 자메이카             | 크리켓                                 |
| 일본                 | 스모 야구 유도                         |
| 라트비아             | 농구 (여름), 아이스하키 (겨울),        |
| 리투아니아           | 농구                                   |
| 마다가스카르         | 럭비 유니언                            |
| 말레이시아           | 세팍타크로                             |
| 모리셔스             | 축구                                   |
| 몽골                 | 궁술, 브흐, 경마                       |
| 네덜란드             | 스피드 스케이팅                        |
| 뉴질랜드             | 럭비 유니언                            |
| 노르웨이             | 크로스컨트리 스키                      |
| 파키스탄             | 카바디, 크리켓, 필드하키               |
| 파푸아뉴기니         | 럭비 리그                              |
| 페루                 | 팔레타 프론톤                          |
| 푸에르토리코         | 야구                                   |
| 루마니아             | 오이너                                 |
| 러시아               | 밴디, 삼보                             |
| 스코틀랜드           | 골프                                   |
| 슬로베니아           | 알파인 스키                            |
| 타지키스탄           | 구시티기리                             |
| 튀르키예             | 오일 레슬링, 지릿                      |
| 터크스 케이커스 제도 | 크리켓                                 |
| 미국                 | 야구                                   |
| 베네수엘라           | 야구                                   |
| 웨일스               | 럭비 유니언                            |

## 같이 보기
- 스포츠 목록